# Сінпо Матаейоші
Сінпо Матаейоші (яп. 真宝 又吉, *Shinpo Matayoshi*, 1921 — 1997) — японський майстер бойових мистецтв, один із найвідоміших представників окінавської традиції кобудо. Засновник стилю Матайоші-кобудо (Matayoshi Kobudo), який включає використання традиційної окінавської зброї.

## Біографія
Сінпо Матаейоші народився в 1921 році на Окінаві в родині з глибокими традиціями бойових мистецтв. Його батько, Матайоші Шинко (Matayoshi Shinko), був видатним майстром кобудо і започаткував сімейну традицію викладання технік володіння різними видами зброї.
З дитинства Сінпо навчався у свого батька мистецтву використання традиційної зброї, зокрема бо, саї, нунчаку, тонфа, кама, еку (весло) та інших. Пізніше він поглиблював знання у майстрів з Китаю та Окінави.
У 1970-х роках заснував Всесвітню федерацію Матайоші-кобудо (Zen Okinawa Kobudo Renmei), щоб зберегти та популяризувати окінавське кобудо в усьому світі.

## Стиль Матайоші-кобудо
Матайоші-кобудо є однією з найвідоміших шкіл традиційного окінавського кобудо. Цей стиль охоплює широке використання традиційної зброї та базується на поєднанні технік окінавських і китайських бойових мистецтв.
Система Матайоші включає:
- бо (палиця),
- саї (тризубчастий кинджал),
- нунчаки,
- тонфа,
- кама (серпи),
- еку (весло),
- санцецу-кон (триколінний кийок),
- сюрікен (метальні зірки) тощо.

## Вплив і спадщина
Матайоші Сінпо зробив значний внесок у популяризацію кобудо за межами Японії. Його учні заснували школи кобудо в США, Європі, Південній Америці та інших країнах. Після смерті майстра в 1997 році його школа продовжила діяльність під керівництвом учнів та членів родини.